# Садеу (річка)
Садеу (Садів) — річка в Україні (Чернівецька область, Вижницький район) та Румунії. Ліва притока Сучави (басейн Дунаю).

## Опис
Довжина річки приблизно 9 км. Формується з багатьох безіменних струмків.

## Розташування
Бере початок на південному сході від перевалу Садеу, Хребет Корну.Тече переважно на південний схід через українсько-румунський кордон і в селі Садів впадає у річку Сучаву, праву притоку Серету.